# Botrychium millefolium
Botrychium millefolium là một loài dương xỉ trong họ Ophioglossaceae. Loài này được Hochst., Milde mô tả khoa học đầu tiên năm 1869.
Danh pháp khoa học của loài này chưa được làm sáng tỏ. 